# Ultimate Kylie (DVD)
Ultimate Kylie je DVD izdan u istovremeno s kompilacijom najvećih hitova Ultimate Kylie od Kylie Minogue. 

## O DVD-u
Na njemu su spotovi svake pjesme s CD-a, osim "Giving You Up", jer u to vrijeme spot za tu pjesmu nije snimljen. Također sadrži Minogueinu izvedbu pjesme "Can't Get Blue Monday out of My Head" na dodjeli 2002 BRIT Award; ovo je bila mješavina njene pjesme "Can't Get You out of My Head" i pjesme od New Order "Blue Monday". Prije legalnog izdanja DVD-a pojavljivale su se neoriginalne inačice koje EMI nije priznao, već je nudio onima koji im dadnu te kopije originalni DVD za zamjenu. 
Na DVD-u se također pojavljuje tekst pojedine pjesme za vrijeme njenog izvođenja, u donjem dijelu ekrana.
Na reklamama za album i DVD izjavljeno je da će na njima biti svaki singl koji je Minogue izdala u Ujedinjenom Kraljevstvu. Ali ipak na albumu nije bilo nekih njenih singlova. Hit singlovi koji nedostaju su: "It's No Secret", "Word Is Out", "If You Were with Me Now", "Finer Feelings", "What Kind of Fool (Heard All That Before)", "Where Is the Feeling?", "GBI: German Bold Italic" i "Some Kind of Bliss". Međunardni hitovi koji nedostaju su "It's No Secret", "Turn It into Love" (za ovu pjesmu nije snimljen spot), australski singl "Cowboy Style" i "Your Disco Needs You". Na DVD-u također nedostaje australska inačica pjesme "The Loco-Motion", koja je izdana pod imenom "Locomotion" u srpnju 1987. godine. Velik broj nedostajućih spotova nalazi se na australskom DVD iudanju iz 2003. godine Greatest Hits 1987-1999.

## Popis pjesama
1. "I Should Be So Lucky"
2. "Got to Be Certain"
3. "The Loco-Motion"
4. "Je Ne Sais Pas Pourquoi"
5. "Especially for You"
6. "Hand on Your Heart"
7. "Wouldn't Change a Thing"
8. "Never Too Late"
9. "Tears on My Pillow"
10. "Better the Devil You Know"
11. "Step Back in Time"
12. "What Do I Have to Do?" (7" Mix)
13. "Shocked"
14. "Give Me Just a Little More Time"
15. "Celebration"
16. "Confide in Me"
17. "Put Yourself in My Place"
18. "Where the Wild Roses Grow"
19. "Did It Again"
20. "Breathe"
21. "Spinning Around"
22. "On a Night Like This"
23. "Kids"
24. "Please Stay"
25. "Can't Get You out of My Head"
26. "In Your Eyes"
27. "Love at First Sight"
28. "Come Into My World"
29. "Slow"
30. "Red Blooded Woman"
31. "Chocolate"

Bonus material:
1. "I Believe in You"
2. "Can't Get Blue Monday Out of My Head" (Uživo na BRITs 2002.)